# Wos (rapero)
Valentín Oliva (Buenos Aires, 23 de enero de 1998), conocido artísticamente como Wos (estilizado como WOS o WOS DS3), es un cantante, músico, actor y freestyler argentino.  
Surgió en la escena de las batallas de rap entre raperos de Freestyle, y fue campeón en varias ocasiones de la competencia argentina El Quinto Escalón, en el cual estuvo presente desde el año 2010 con 12 años, que lo llevó a ser uno de los artistas urbanos más reconocidos del país. Además fue campeón de la FMS Argentina 2018 y de la Red Bull Batalla Internacional 2018, al vencer al rapero Aczino en Buenos Aires, tras haber sido subcampeón de la edición anterior frente al mismo en México.
Tras su éxito en las batallas de rap, decidió iniciar su carrera musical. En 2018 lanzó su primer sencillo, «Púrpura», un trap agresivo. En 2019 lanzó su primer álbum de estudio, Caravana, cuyo sencillo de presentación, «Canguro», se colocó entre los 10 primeros puestos de las listas argentinas por varias semanas, y gracias al cual logró ganar tres Premios Gardel por mejor nuevo artista, mejor álbum/canción urbana y canción del año. También logró ser nominado para los premios Latin Grammy, por mejor nuevo artista. En 2020, sacó el EP Tres puntos suspensivos. En 2021, lanzó su segundo álbum de estudio, Oscuro éxtasis. Se presentó en el entretiempo del partido Argentina-Panamá del 23 de marzo de 2023, primer partido de la Selección Argentina posterior a ganar la Copa Mundial de Fútbol de 2022, cantando su sencillo "Arrancarmelo", tema con el cual varios jugadores de la selección habían publicado vídeos en redes sociales y que llegó al sexto puesto en la lista Billboard Hot 100, su mejor posición hasta la fecha. 
En 2024 publica su álbum Descartable, que cuenta con las colaboraciones de destacados artistas como el Indio Solari, Gustavo Santaolalla y la mexicana Natalia Lafourcade, y que ha sido incluido por el poeta y ensayista argentino Mariano Torrent en su listado de los mejores álbumes de la música latina, tratándose de la producción discográfica más reciente que forma parte de dicha selección.

## Biografía
Wos nació el 23 de enero de 1998 en el barrio porteño de Chacarita, hijo de Alejandro Oliva, artista musical y fundador del grupo La Bomba del Tiempo, y de Maia Mónaco, cantante (con dos discos publicados, Cosmos y Raíz). Debido a la fuerte influencia artística de sus padres, durante su infancia estudió piano y batería, además de actuación en Escuela Metropolitana de Arte Dramático (EMAD). Culminó sus estudios secundarios en el colegio Mariano Acosta.
Durante su niñez, admitió haber asistido junto a su padre a varias marchas de protesta durante la crisis argentina de 2001, y, en su adolescencia, formó parte de varias tomas de escuela. A los 13 y 14 años, participó en el canal de televisión Paka-Paka en varios reportajes y segmentos, donde hacía rap de estilo libre o tocaba la batería. Durante esta época, empezó a integrarse en las batallas de rap cuando vio a unos chicos compitiendo en una plaza, y a partir de ahí decidió inscribirse en la competencia El Quinto Escalón, siendo el competidor más joven.

## Carrera artística

### Como freestyler
2013-2016: Inicios en El Quinto Escalón
Wos apareció por primera vez en El Quinto Escalón en agosto del 2013, con 15 años. En esa batalla, enfrentó al host, Muphasa, y a otros dos raperos. Su primera línea: "Me dice enano, mirá cómo lo hundo/Napoleón, 1,50 ¡Y dominó medio mundo!" hizo estallar al público que observaba la competición, y pronto empezó a hacerse un nombre reconocido en las batallas de rap de Buenos Aires.
Alrededor de 2015, Wos reapareció en el Quinto Escalón luego de haberse mostrado más ausente el año pasado, esta vez más crecido y con la voz cambiada. Para inicios de 2016, El Quinto Escalón se viralizó en internet y Wos se volvió uno de los competidores más destacados. En la segunda fecha hizo dupla con el rapero Mamba y, en la batalla frente a los raperos Nacho y Ecko, Wos tuvo uno de sus minutos más virales y que se popularizaron en YouTube. Esa fecha, Wos acabaría coronándose de su primer Quinto Escalón.
En la final del Quinto Escalón de 2016, Wos derrotó en una fecha especial en escenario al legendario freestyler argentino Dtoke, y en semifinales a Acru, ya consagrándose como uno de los raperos más destacados del país. En la final, vencería al rapero Klan, y sería su primer gran éxito de su carrera como competidor de rap.
2017-2019: Campeón nacional, mundial y retiro
Ya para 2017, Wos continuó participando en El Quinto Escalón, y también tuvo participaciones especiales en competiciones como Ego Fest, donde saldría subcampeón. Saldría campeón de varias fechas del Quinto, y también conquistaría la final nacional de la competición Batalla de Mentes.
Para mediados de año Wos lograría entrar en la Red Bull Batalla por primera vez, donde salió campeón ante todo pronóstico en el Luna Park luego de derrotar a Nacho, Papo (el favorito y último campeón), Ecko y a Klan en la final. Así, se clasificó a la Internacional que se llevó a cabo en México, donde dio un gran papel en su primera participación internacional, derrotando a Melvin La Cura, Skone (actual campeón internacional de Red Bull), Yenky One y quedando segundo detrás de Aczino, local y máximo favorito. En 2017 también coincidió con el último año donde se realizó el Quinto Escalón, realizando una competencia de despedida en Microestadio Malvinas Argentinas, donde Wos partía como uno de los favoritos y quería despedirse de la mejor forma de la competencia que lo había visto crecer. Sin embargo, no pudo lograrlo, perdiendo la final contra Dtoke.
En 2018 participó en otras competencias, como The Fucking King en Córdoba, donde se consagraría campeón, o la Double AA en la cual en la edición en Chile cayó nuevamente con Aczino en octavos, pero que ganaría una semana después en Argentina, siendo esta la primera vez que lograría derrotar al mexicano, esta vez en semifinales. Debido a su subcampeonato en 2017, Wos volvió a entrar en la Red Bull Batalla Internacional de 2018, que esta vez se celebraría en su país, y donde se coronó como campeón, tomándose revancha del año anterior en la final con Aczino. En la FMS Argentina 2018 Wos también salió victorioso después de ganarle en la definición por el título en la última fecha a Papo, consagrándose como campeón nacional y del mundo del freestyle en español en el año. 
En 2019, anunció su retiro de la FMS para desviar su atención a su carrera musical. Sin embargo, Wos declaró que seguiría activo en otras competencias, como por ejemplo GodLevel, en la cual representó a Argentina junto a Papo y Trueno y en la que quedaron subcampeones. Wos también regresaría a la internacional de Red Bull Batalla en España, donde fue eliminado nuevamente por Aczino en octavos de final.

### Como actor
En 2018, Wos tuvo un papel protagonista en la película Las Vegas, dirigida por Juan Villegas, y que contó con reseñas mixtas. En octubre del 2018 participó del tercer episodio de Pasado de Copas, la versión argentina de Drunk History, interpretando a Frank Sinatra. En 2020, formó parte del elenco en Casi feliz, serie de Netflix. También fue parte del documental Rompan todo: La historia del rock en América Latina, que aborda una perspectiva sobre la historia del rock latinoamericano, estrenado en diciembre del 2020.

### Como artista musical
2017-2019: Inicios y primer disco: Caravana
Luego de haber sacado varias canciones en YouTube junto a su agrupación DS3, en 2017 y de colaborar con el grupo de funk-rock Banzai en dos canciones, Wos sacó su primer sencillo oficial «Púrpura», seguido por «Andrómeda», bajo el sello Agencia Picante y la producción de Louta y Nico Cotton.
En marzo de 2019, lanzó el sencillo «Terraza», producidos por Ca7riel y Evlay, que contó con 500000 reproducciones en un par de semanas. A fines de ese mes, se presentó en el festival en Argentina del Lollapalooza. En julio, lanzó el sencillo «Animal» junto al rapero Acru, que en minutos alcanzó las 400000 reproducciones y fue tendencia en Argentina y España.
El 9 de agosto de 2019 lanzó el primer sencillo de su disco debut, «Canguro», donde hace una crítica hacia los políticos argentinos y hacia la idea de "meritocracia", bajo el sello de Doguito Records. El sencillo tuvo más de 800000 visitas en un par de horas, y alcanzó el puesto número 1 en las listas de Argentina, y se mantuvo en el Top 10 por varias semanas. Dos días después participó en la transmisión del canal de YouTube de El Destape donde anunció que era inminente el lanzamiento de un álbum con 7 canciones. El álbum vio la luz a principios de octubre de 2019 bajo el título de Caravana, y realizó su presentación oficial el 11 y 12 de octubre en Groove.
Las fechas de presentación en Groove quedaron cortas así que anunció una fecha para el 19 de diciembre en el legendario Luna Park. Como las entradas se agotaron en horas, el rapero decidió agregar una nueva función el 18 de diciembre. Esta función también fue sold-out.
2020-2022: Tres puntos suspensivos y Oscuro éxtasis
En febrero de 2020, se anuncia una colaboración con Cami, cantante chilena que lo habría incluido en una de sus canciones de su nuevo disco denominada «Funeral». El 21 de mayo de 2020, durante la cuarentena, lanzó un EP denominado Tres puntos suspensivos, compuesto por las canciones «Ojeras negras», «Alma dinamita», «40» y «Algo del vacío», esta última junto a Manu Oliva, su hermano. Para septiembre, Wos se hizo con cuatro Premios Gardel por mejor nuevo artista, mejor álbum/canción urbana y mejor diseño de portada por Caravana, y canción del año por «Canguro». Además fue nominado para los premios Latin Grammy por mejor nuevo artista y a los Premios Musa, en la categoría canción del año por «Funeral» con Cami. Una de sus canciones más conocida es «Canguro» recibiendo esta más de 128.000.000 oyentes en Spotify. El 4 de noviembre del mismo año, estrenó «Mugre» primera canción de su disco a estrenar en 2021. El 17 de diciembre del mismo año, lanzó «Convoy Jarana» que también es parte de su segundo disco de estudio.
El 18 de noviembre de 2021 lanzó Oscuro éxtasis, su segundo álbum de estudio ya completo, incluyendo colaboraciones con Ricardo Mollo, Nicki Nicole y Ca7riel. Por este álbum, recibe el 24 de agosto de 2022 en los Premios Carlos Gardel, el Gardel de Oro. También, en el año 2022 saco un sencillo llamado «Arrancármelo» y fue denominado como: "La canción de la Selección Argentina", ya que fue tomada como uso publicitario para la Copa Mundial de Fútbol de Qatar. En 2023 saco dos sencillos, «Descartable» y «Morfeo».
2023-presente: Descartable
En marzo de 2024, publicó su tercer disco de estudio Descartable, que muestra su lado más rockero y tiene colaboraciones con el Indio Solari, Natalia Lafourcade, Gustavo Santaolalla y Dillom. Exactamente un mes después, presentó el álbum en el Estadio Presidente Perón ante más de 40 mil personas. Oliva retomó su carrera en diciembre, lanzando un set de freestyle grabado dos meses antes junto a Acru, con una duración total de 26 minutos, en el que se encuentran los dos músicos improvisando.

## Estilo musical e influencias
Wos es considerado como uno de los artistas más versátiles y multigénero de la escena del hip hop latino. Tiene un marcado estilo de rap con clásicas bases Boom bap, pero también suele utilizar elementos de trap, rock y funk.
A los 15 años fue baterista de la banda de indie rock Mostacholis con la que apareció en el canal Pakapaka, un hecho que marcó su perfil musical. Esto se evidencia en canciones como «Canguro» (con más de 189 millones de visualizaciones en Youtube al día de hoy), que además de un solo de guitarra final, también contiene la frase “Fijate de qué lado de la mecha te encontrás”, tomada de la canción «Queso ruso» de la popular banda argentina Patricio Rey y sus Redonditos de Ricota. 
El tema «Luz Delito» es un rap rock pesado que regraba el riff de guitarra de Luzbelito y las sirenas de la banda mencionada anteriormente, además del guiño y juego de palabras del título. En «Animal», compara su colaboración junto a Acru con la del Indio Solari y el guitarrista Skay Beilinson.
Sus letras suelen hacer referencia a temas sociales, un acto que lo diferencia de la temática lúdica y fiestera del trap/rap latino más masivo. Y hace recordar las actitudes del rock nacional en Argentina. Así mismo y a pesar de la desventaja comercial que podría suponer esto último, es el freestyler más popular de Argentina en las redes sociales, con más de 6 millones de seguidores en Instagram.
El hecho de tener sus propios músicos con instrumentos reales para tocar en vivo, eleva el aporte roquero y le da otra identidad respecto al resto de los exponentes del movimiento, que mayormente se decantan por brindar shows con pistas ya grabadas. Por todo lo mencionado anteriormente y aunque por lo general se lo denomine "trapero" de forma errónea (en parte por compartir El Quinto Escalón y amistades con personas de dicho género), su música en vivo con guitarras distorsionadas y una contundente batería podría considerarse más cercana al sonido de bandas como Rage Against the Machine o Red Hot Chili Peppers que al de colegas suyos como Ozuna o Khea.
En los Premios Gardel de 2020 ganó en la categoría Mejor nuevo artista y su trabajo Caravana logró el premio al Mejor álbum/canción de música urbana/trap, Mejor diseño de portada y «Canguro» fue nombrada Canción del año. También obtuvo una nominación en los Premios Latin Grammys de ese año en la categoría de mejor artista nuevo.

## Estadísticas
| Año  | Competición                                  | Competición                                  | Lugar                    | Rival                              | Puesto           |
| ---- | -------------------------------------------- | -------------------------------------------- | ------------------------ | ---------------------------------- | ---------------- |
| 2016 | El Quinto Escalón ( con Mamba)               | El Quinto Escalón ( con Mamba)               | Argentina, Buenos Aires  | vs. Nash & Bull                    | Campeón          |
| 2016 | El Quinto Escalón (Fecha 8)                  | El Quinto Escalón (Fecha 8)                  | Argentina, Buenos Aires  | vs. Klan                           | Cuartos de final |
| 2016 | El Quinto Escalón Nacional                   | El Quinto Escalón Nacional                   | Argentina, Buenos Aires  | vs. Klan                           | Campeón          |
| 2017 | Ego Fest (Día I)                             | Ego Fest (Día I)                             | Argentina, Mar de Plata  | vs. Dani                           | Subcampeón       |
| 2017 | Ego Fest (Día II)                            | Ego Fest (Día II)                            | Argentina, Mar de Plata  | vs. Skarz                          | Subcampeón       |
| 2017 | SegundoRound ( con MKS)                      | SegundoRound ( con MKS)                      | Uruguay, Montevideo      | vs. H & FK                         | Campeón          |
| 2017 | Copa Camet Internacional                     | Copa Camet Internacional                     | Argentina, Buenos Aires  | vs. Aczino & Káiser                | Cuartos de final |
| 2017 | El Quinto Escalón (Fecha 2)                  | El Quinto Escalón (Fecha 2)                  | Argentina, Buenos Aires  | vs. Luchito                        | Campeón          |
| 2017 | Batallas Dementes Nacional                   | Batallas Dementes Nacional                   | Argentina, Buenos Aires  | vs. Replik                         | Campeón          |
| 2017 | El Quinto Escalón (Fecha 3)                  | El Quinto Escalón (Fecha 3)                  | Argentina, Buenos Aires  | vs. Dani                           | Semifinales      |
| 2017 | Real Life HipHop                             | Real Life HipHop                             | Argentina, Jujuy         | vs. MKS                            | Campeón          |
| 2017 | El Quinto Escalón (Fecha 4)                  | El Quinto Escalón (Fecha 4)                  | Argentina, Buenos Aires  | vs. MKS                            | Semifinales      |
| 2017 | El Quinto Escalón (Fecha 6)                  | El Quinto Escalón (Fecha 6)                  | Argentina, Buenos Aires  | vs. Lit Killah                     | Semifinales      |
| 2017 | Red Bull Batalla de Los Gallos Nacional      | Red Bull Batalla de Los Gallos Nacional      | Argentina, Buenos Aires  | vs. Klan                           | Campeón          |
| 2017 | El Quinto Escalón (Fecha 8)                  | El Quinto Escalón (Fecha 8)                  | Argentina, Buenos Aires  | vs. Klan                           | Campeón          |
| 2017 | El Quinto Escalón (Desempate de Puntos)      | El Quinto Escalón (Desempate de Puntos)      | Argentina, Buenos Aires  | vs. MKS & Lit Killah               | Subcampeón       |
| 2017 | El Quinto Escalón Internacional              | El Quinto Escalón Internacional              | Argentina, Buenos Aires  | vs. Dtoke                          | Subcampeón       |
| 2017 | Red Bull Batalla de Los Gallos Internacional | Red Bull Batalla de Los Gallos Internacional | México, Ciudad de México | vs. Aczino                         | Subcampeón       |
| 2018 | God Level ( con Dtoke & Acru)                | God Level ( con Dtoke & Acru)                | Chile, Santiago de Chile | vs. Aczino, Dominic & Jony Beltrán | Cuartos de final |
| 2018 | The Fu**king King Internacional              | The Fu**king King Internacional              | Argentina, Córdoba       | vs. Lewan                          | Campeón          |
| 2018 | Double AA                                    | Double AA                                    | Chile, Santiago de Chile | vs. Aczino                         | Octavos de final |
| 2018 | Double AA                                    | Double AA                                    | Argentina, Buenos Aires  | vs. Yartzi                         | Campeón          |
| 2018 | Red Bull Batalla de Los Gallos Internacional | Red Bull Batalla de Los Gallos Internacional | Argentina, Buenos Aires  | vs. Aczino                         | Campeón          |
| 2018 | Freestyle Master Series Nacional             | Freestyle Master Series Nacional             | Argentina                | vs. Papo                           | Campeón          |
| 2019 | God Level ( con Trueno & Papo)               | God Level ( con Trueno & Papo)               | México, Ciudad de México | vs. Skone, Chuty & Force           | Cuarto Lugar     |
| 2019 | God Level ( con Trueno & Papo)               | God Level ( con Trueno & Papo)               | Chile, Santiago de Chile | vs. Teorema, Nitro & Káiser        | Subcampeón       |
| 2019 | God Level ( con Trueno & Papo)               | God Level ( con Trueno & Papo)               | Perú, Lima               | vs. Teorema, Nitro & Káiser        | Tercer Lugar     |
| 2019 | Red Bull Batalla de Los Gallos Internacional | Red Bull Batalla de Los Gallos Internacional | España, Madrid           | vs. Aczino                         | Octavos de final |

## Discografía

### Álbumes de estudio
- 2019: Caravana [50]
- 2021: Oscuro éxtasis
- 2024: Descartable

### Álbumes en directo
- 2024: Descartable (En vivo Estadio Racing Club)[51]

### Extended plays
- 2020: Tres puntos suspensivos[31]

## Giras musicales
- 2019-20: Tour Caravana
- 2021-23: Oscuro Éxtasis World Tour
- 2024: Gira Descartable

## Premios y nominaciones
| Premio                           | Año  | Categoría                                     | Trabajo nominado                       | Resultado | Ref.          |
| -------------------------------- | ---- | --------------------------------------------- | -------------------------------------- | --------- | ------------- |
| Premios Carlos Gardel            | 2020 | Álbum del año                                 | Caravana                               | Nominado  | [ 52 ]        |
| Premios Carlos Gardel            | 2020 | Grabación del año                             | Caravana                               | Nominado  | [ 52 ]        |
| Premios Carlos Gardel            | 2020 | Mejor diseño de portada                       | Caravana                               | Ganador   | [ 52 ]        |
| Premios Carlos Gardel            | 2020 | Mejor nuevo artista                           | Caravana                               | Ganador   | [ 52 ]        |
| Premios Carlos Gardel            | 2020 | Mejor productor del año                       | Caravana                               | Nominado  | [ 52 ]        |
| Premios Carlos Gardel            | 2020 | Mejor álbum / canción de música urbana / trap | Caravana                               | Nominado  | [ 52 ]        |
| Premios Carlos Gardel            | 2020 | Mejor álbum / canción de música urbana / trap | «Canguro»                              | Ganador   | [ 52 ]        |
| Premios Carlos Gardel            | 2020 | Canción del año                               | «Canguro»                              | Ganador   | [ 52 ]        |
| Premios Carlos Gardel            | 2022 | Álbum del año                                 | Oscuro éxtasis                         | Ganador   | [ 53 ]        |
| Premios Carlos Gardel            | 2022 | Mejor álbum de rock alternativo               | Oscuro éxtasis                         | Ganador   | [ 53 ]        |
| Premios Carlos Gardel            | 2022 | Ingeniería de grabación                       | Oscuro éxtasis                         | Ganador   | [ 53 ]        |
| Premios Carlos Gardel            | 2022 | Mejor diseño de portada                       | Oscuro éxtasis                         | Nominado  | [ 53 ]        |
| Premios Carlos Gardel            | 2022 | Mejor productor del año                       | Oscuro éxtasis                         | Ganador   | [ 53 ]        |
| Premios Carlos Gardel            | 2022 | Mejor canción de rock                         | «Que se mejoren»                       | Ganador   | [ 53 ]        |
| Premios Carlos Gardel            | 2022 | Mejor canción urbana                          | «Cambiando la piel» (con Nicki Nicole) | Nominado  | [ 53 ]        |
| Premios Carlos Gardel            | 2022 | Mejor colaboración urbana                     | «Cambiando la piel» (con Nicki Nicole) | Ganador   | [ 53 ]        |
| Premios Carlos Gardel            | 2023 | Mejor canción urbana                          | «Quereme» (con Louta)                  | Nominado  | [ 54 ]        |
| Premios Carlos Gardel            | 2023 | Mejor colaboración urbana                     | «Quereme» (con Louta)                  | Nominado  | [ 54 ]        |
| Premios Carlos Gardel            | 2024 | Canción del año                               | «Investido»                            | Nominado  | [ 55 ]        |
| Premios Estrella de Mar          | 2022 | Mejor recital de música urbana                | Oscuro éxtasis World Tour              | Nominado  | [ 56 ]        |
| Premios Filo                     | 2020 | Mejor artista musical                         | Wos                                    | Nominado  | [ 57 ]        |
| Premios Filo                     | 2021 | Mejor artista musical                         | Wos                                    | Nominado  | [ 58 ]        |
| Premios Filo                     | 2021 | Mejor caja negra                              | Wos                                    | Nominado  | [ 58 ]        |
| Premios Grammy Latinos           | 2020 | Mejor artista nuevo                           | Wos                                    | Nominado  | [ 59 ]        |
| Premios Grammy Latinos           | 2022 | Mejor canción de pop/rock                     | «Arrancármelo»                         | Nominado  | [ 60 ]        |
| Premios Grammy Latinos           | 2022 | Mejor canción de rock                         | «Que se mejoren»                       | Nominado  | [ 60 ]        |
| Premios Grammy Latinos           | 2022 | Mejor canción alternativa                     | «Culpa» (con Ricardo Mollo)            | Nominado  | [ 60 ]        |
| Premios Grammy Latinos           | 2023 | Mejor video musical versión corta             | «Descartable»                          | Nominado  | [ 61 ]        |
| Premios Grammy Latinos           | 2024 | Mejor álbum de música alternativa             | Descartable                            | Nominado  | [ 62 ]        |
| Premios Heat Latin Music         | 2023 | Mejor artista región sur                      | Wos                                    | Nominado  | [ 63 ]        |
| Premios Konex                    | 2025 | Urbano                                        | Wos                                    | Ganador   | [ 64 ]        |
| Premios Martín Fierro Digital    | 2019 | Mejor artista musical                         | Wos                                    | Ganador   | [ 65 ]        |
| Premios Mega                     | 2020 | Artista revelación                            | Wos                                    | Ganador   | [ 66 ]        |
| Premios Musa                     | 2020 | Canción del año                               | «Funeral» (con Cami)                   | Nominado  | [ 67 ]        |
| Premios Quiero                   | 2019 | Mejor video trap                              | «Canguro»                              | Ganador   | [ 68 ]        |
| Premios Quiero                   | 2022 | Mejor video rap / trap / hip hop              | «Que se mejoren»                       | Nominado  | [ 69 ]        |
| Premios Quiero                   | 2023 | Mejor video rock                              | «Descartable»                          | Nominado  | [ 70 ]        |
| Premios Quiero                   | 2024 | Mejor video trap / rap / hiphop               | «Morfeo»                               | Nominado  | [ 71 ]        |
| Premios Rolling Stone en Español | 2023 | Videoclip del año                             | «Arrancármelo»                         | Nominado  | [ 72 ]        |
| Video Prisma Awards              | 2020 | Video rock                                    | «Canguro»                              | Nominado  | [ 73 ]        |
| Video Prisma Awards              | 2020 | Documental                                    | Luna Park (registro inédito)           | Nominado  | [ 73 ]        |
| Video Prisma Awards              | 2021 | Mejor director                                | «Que se mejoren»                       | Nominado  | [ 74 ] [ 75 ] |
| Video Prisma Awards              | 2021 | Video rock                                    | «Que se mejoren»                       | Nominado  | [ 74 ] [ 75 ] |
| Video Prisma Awards              | 2021 | Mejor video - Argentina                       | «Que se mejoren»                       | Nominado  | [ 74 ] [ 75 ] |
| Video Prisma Awards              | 2021 | Mejor video - Argentina                       | «Convoy jarana»                        | Ganador   | [ 74 ] [ 75 ] |
| Video Prisma Awards              | 2021 | Vértigo                                       | «Mugre»                                | Nominado  | [ 74 ] [ 75 ] |
| Video Prisma Awards              | 2021 | Live Session                                  | «Wos Live Set»                         | Nominado  | [ 74 ] [ 75 ] |
| Video Prisma Awards              | 2022 | Video del año                                 | «Culpa» (con Ricardo Mollo)            | Nominado  | [ 76 ] [ 77 ] |
| Video Prisma Awards              | 2022 | Mejor video - Argentina                       | «Culpa» (con Ricardo Mollo)            | Nominado  | [ 76 ] [ 77 ] |
| Video Prisma Awards              | 2022 | Dirección de fotografía - Argentina           | «Culpa» (con Ricardo Mollo)            | Nominado  | [ 76 ] [ 77 ] |
| Video Prisma Awards              | 2022 | Dirección de arte - Argentina                 | «Culpa» (con Ricardo Mollo)            | Ganador   | [ 76 ] [ 77 ] |
| Video Prisma Awards              | 2022 | Formato largo                                 | Oscuro éxtasis (Full Album)            | Nominado  | [ 76 ] [ 77 ] |
| Video Prisma Awards              | 2023 | Video del año                                 | «Descartable»                          | Ganador   | [ 78 ]        |
| Video Prisma Awards              | 2023 | Mejor video - Argentina                       | «Descartable»                          | Nominado  | [ 78 ]        |
| Video Prisma Awards              | 2023 | Video rock - Argentina                        | «Descartable»                          | Nominado  | [ 78 ]        |
| Video Prisma Awards              | 2023 | Dirección de fotografía                       | «Descartable»                          | Ganador   | [ 78 ]        |
| Video Prisma Awards              | 2023 | Dirección de arte                             | «Descartable»                          | Nominado  | [ 78 ]        |
| Video Prisma Awards              | 2023 | Edición                                       | «Descartable»                          | Nominado  | [ 78 ]        |
| Video Prisma Awards              | 2023 | En vivo                                       | «Canguro (en vivo)»                    | Ganador   | [ 78 ]        |
| Video Prisma Awards              | 2024 | Mejor video (Argentina)                       | «Estímulo»                             | Nominado  | [ 79 ] [ 80 ] |
| Video Prisma Awards              | 2024 | Dirección                                     | «Estímulo»                             | Nominado  | [ 79 ] [ 80 ] |
| Video Prisma Awards              | 2024 | Video rock                                    | «Estímulo»                             | Nominado  | [ 79 ] [ 80 ] |
| Video Prisma Awards              | 2024 | Dirección de fotografía                       | «Estímulo»                             | Nominado  | [ 79 ] [ 80 ] |
| Video Prisma Awards              | 2024 | Dirección de arte                             | «Estímulo»                             | Ganador   | [ 79 ] [ 80 ] |
| Video Prisma Awards              | 2024 | Dirección de arte                             | «Melancolía»                           | Nominado  | [ 79 ] [ 80 ] |
| Video Prisma Awards              | 2024 | Impacto social                                | «Melancolía»                           | Nominado  | [ 79 ] [ 80 ] |